# Kullaaru
Kullaaru – wieś w Estonii, w prowincji Virumaa Zachodnia, w gminie Rakvere.